# Breitenbrunner Laber
Die Breitenbrunner Laber ist ein linker Zufluss der Weißen Laber auf der Fränkischen Alb in Bayern.

## Verlauf
Die Breitenbrunner Laber entsteht in Breitenbrunn durch den Zusammenfluss von Bachhaupter Laber und Wissinger Laber. Sie durchfließt Parleithen und speist dort die Geier-, Blanker-, Sippl- und Untermühle. Die Breitenbrunner Laber verläuft vorbei an Sankt Bartlmä, einem Ortsteil von Dietfurt, und mündet bei Haas in die Weiße Laber (Unterbürger Laber).

## Bildergalerie

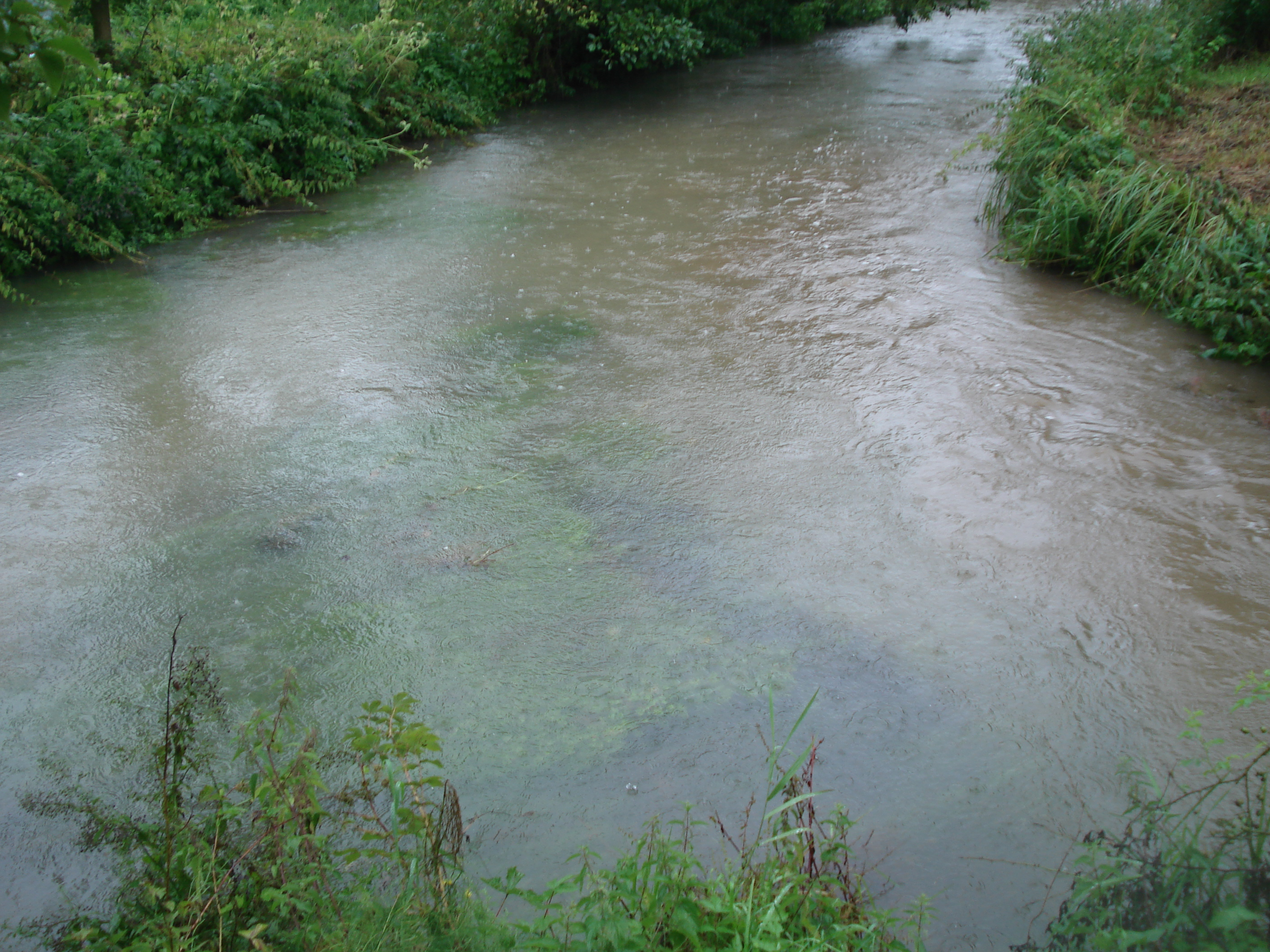
Zusammenfluss von Bachhaupter Laber (vorne links) und Wissinger Laber (vorne rechts)
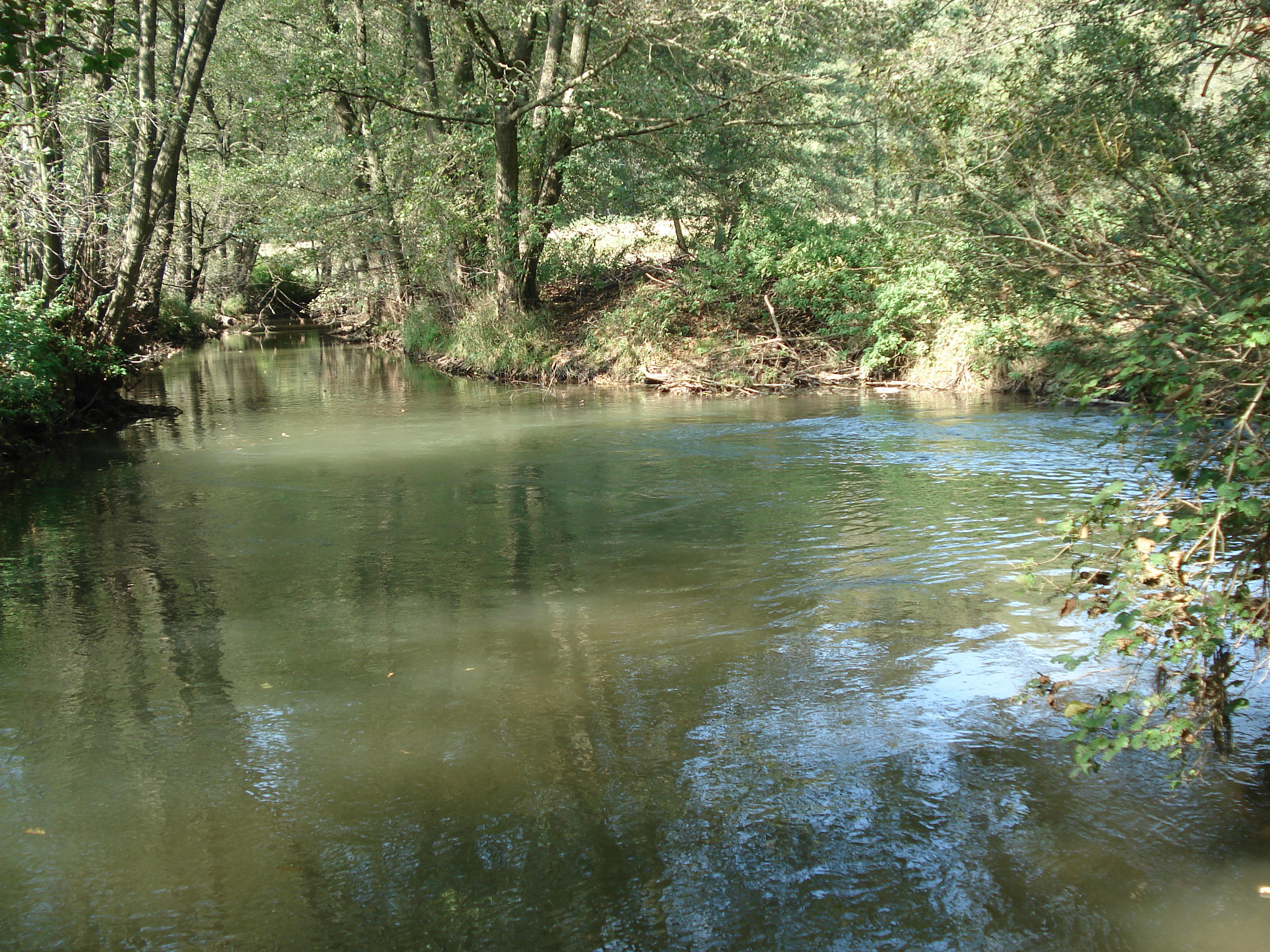
Mündung der Breitenbrunner Laber (rechts) in die Weiße Laber (von hinten nach vorne)
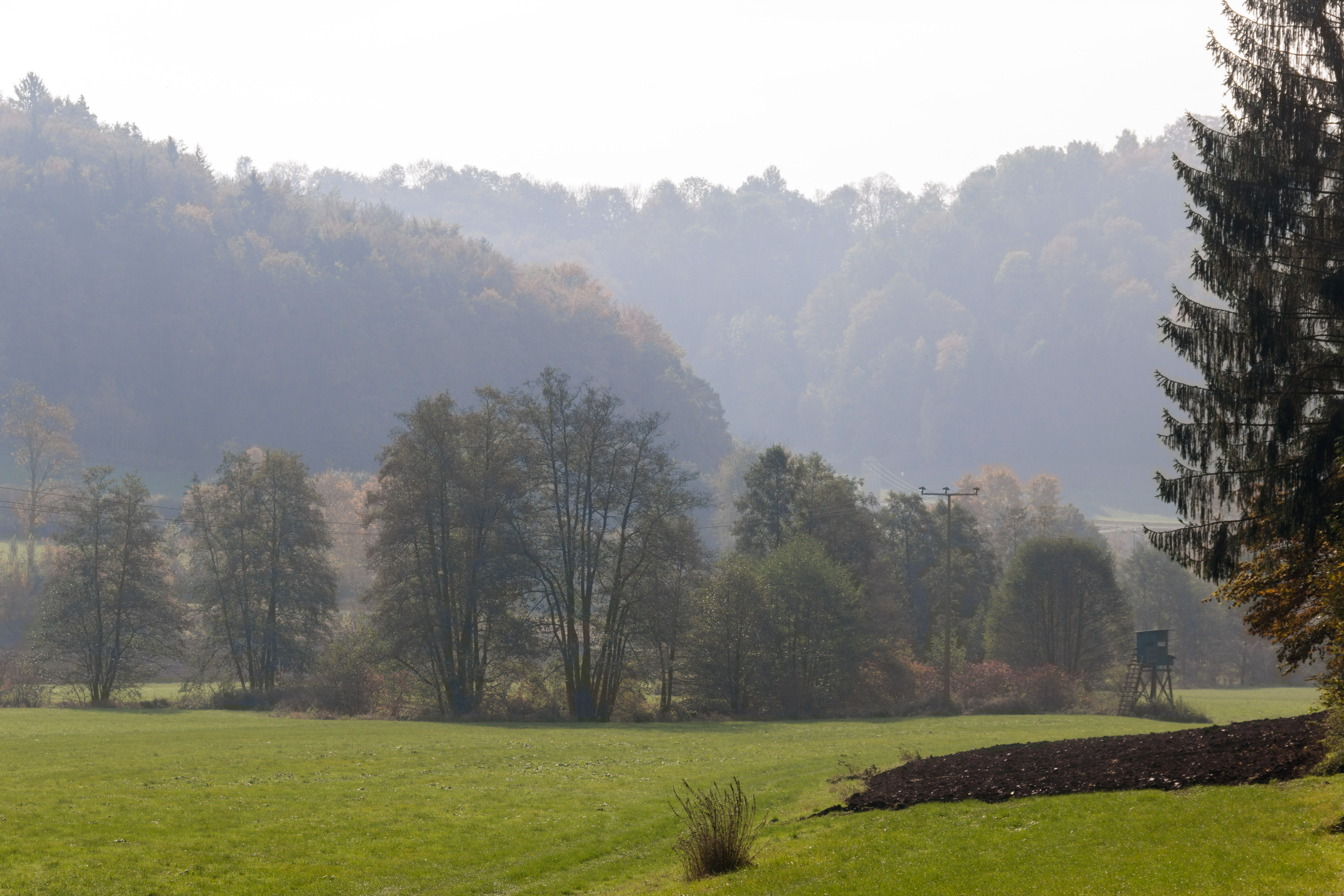
Tal bei Untermühle
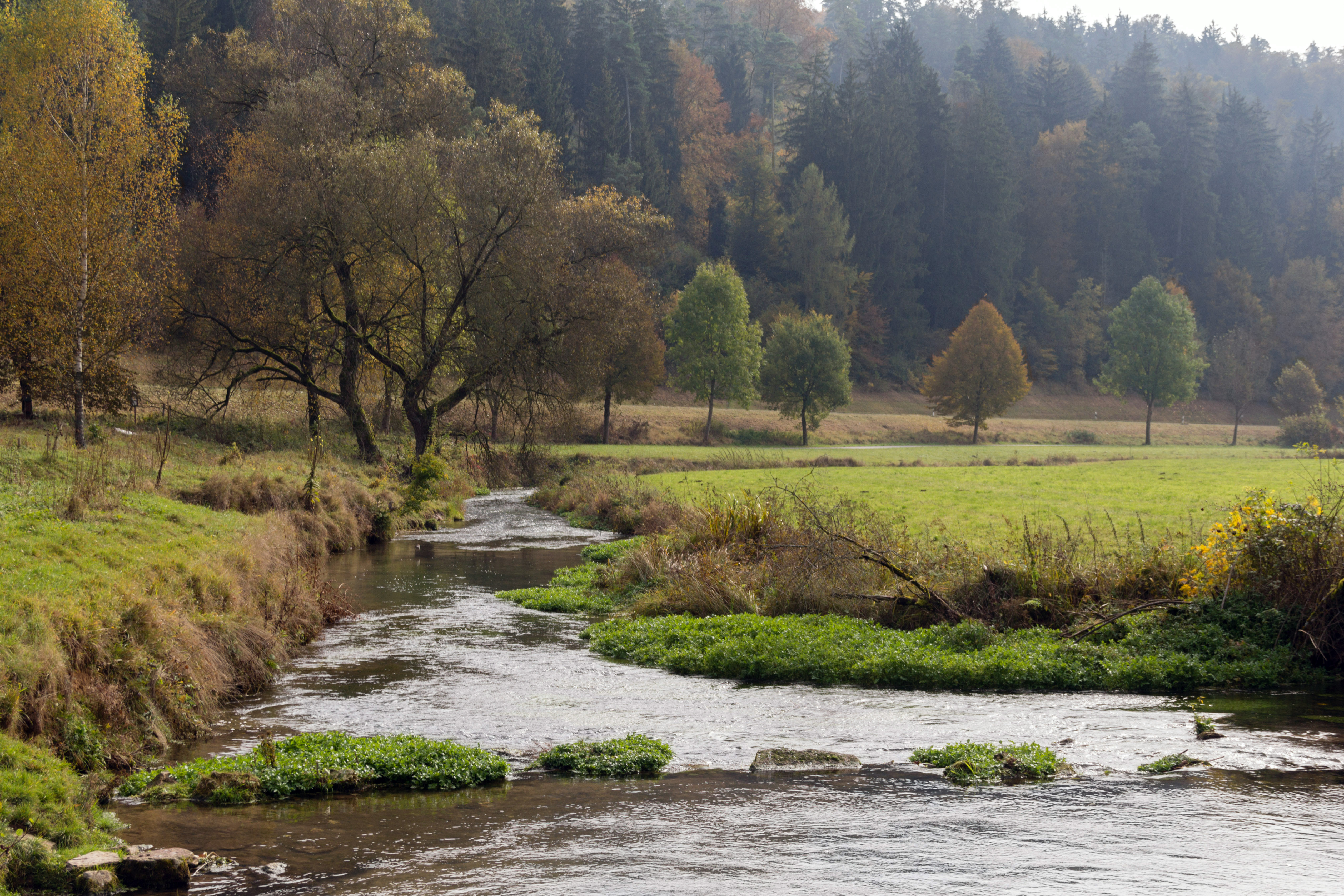
Breitenbrunner Laber bei Breitenbrunn